# Comuna Iamî, Troițke
Iamî (în ucraineană Ями) este o comună în raionul Troițke, regiunea Luhansk, Ucraina, formată din satele Iamî (reședința), Karaiicine, Klînuvatka și Kocenove.

## Demografie
Componența lingvistică a comunei Iamî
     Rusă (86,3%)
     Ucraineană (13,01%)
Conform recensământului din 2001, majoritatea populației comunei Iamî era vorbitoare de rusă (86,3%), existând în minoritate și vorbitori de ucraineană (13,01%).